# Ігнацій Крігер

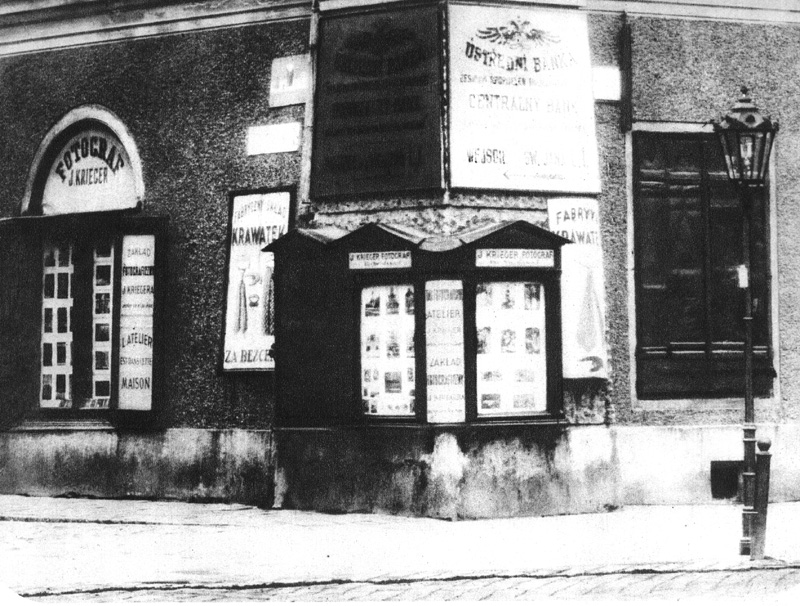
Майстерня І. Крігера. Фото з поч 20 ст., зроблені Натаном або Амалією

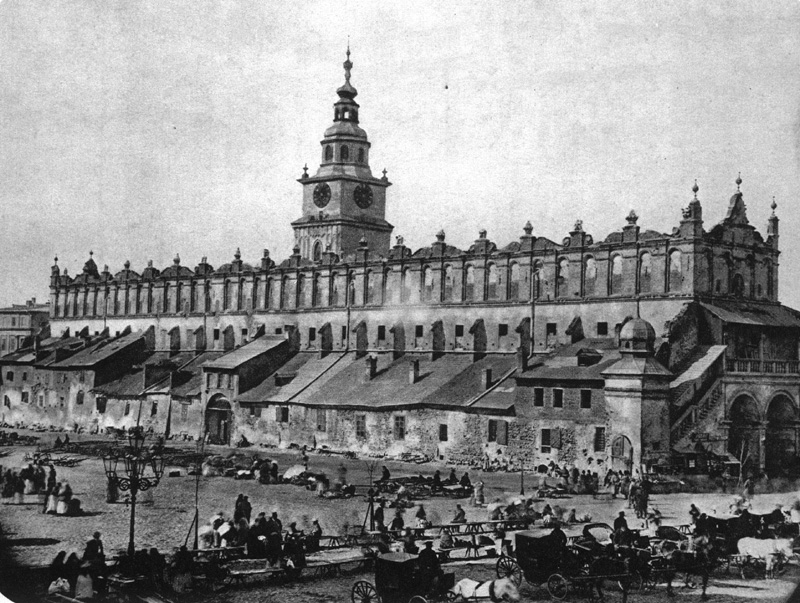
Ігнацій Крігер, фотографія Суконних рядів (до реконструкції), приблизно 1870 р.

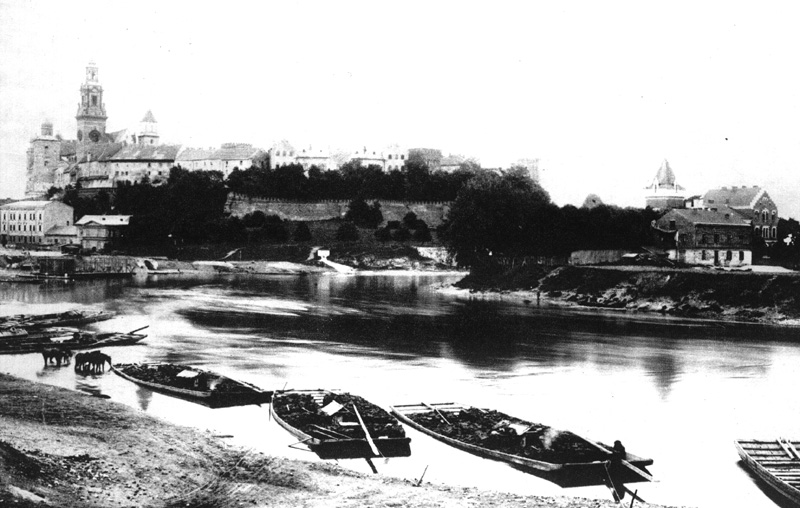
Вавель, 1890 рік. Фотографію зробили Натан або Амалія

Іґнацій (Ісаак) Кріґер (нар. 1817 або 1820  в хуторі Міколай біля Вадовіце (тепер місто Вадовіце ), пом. 17 червня 1889 у Кракові ) — польський фотограф, власник фотостудії, що документувала місто та його пам'ятки.

## Біографія
Невідомо, де і в кого він навчався фотографії. У 1950-х роках жив у Липнику .
У 1860 році, повернувшись із закордонної подорожі, під час якої вдосконалював свою майстерність, він переїхав до Кракова і створив майстерню. Розміщувався у дворі будинку А. Шварца на вул. Гродській, 88 (нині 13). У травні того ж року він розмістив оголошення в "Czas", де говориться, що він робить портрети, медальйони, групові фотографії, «пейзажі» і фотографії будівель. Як фотограф швидко здобув високе становище в місті  . Приблизно у 1864 році він також мав філію закладу в Тарнові  .
Після повернення з другої закордонної поїздки у 1865 р. ательє переїхало до кам’яниці на розі Ринку та вул. св.Яна (тоді Ринек Головний, 37, тепер 42).
Він помер у 1889 році і був похований на новому єврейському цвинтарі в Кракові .

## Діяльність
Майстерня Крігера займалася типовою для фотокомпаній того часу діяльністю, тобто створенням портретів. Крім того, компанія зробила масштабні фотографії краківських пам’яток, які сьогодні є джерелом знань, особливо про незбережені об’єкти. На фотографіях зображені загальні види міста та окремих місць, інтер’єри будівель та деталі. Крігер зафотографував, наприклад, Суконні ряди до реконструкції, Ринкову площу з будинком Великих ваг, інтер’єр Маріацького костелу до реконструкції і вже неіснуючий лікарняний комплекс-привид . Він також задокументував нові будівлі, напр., Міський театр . Крім того, заклад виконував репродукції творів мистецтва, фотографував предмети з церковних скарбниць, музеїв та колекцій. Окрему частину доробку Кріґера становлять етнографічні світлини із зображенням «народних типів»: селян, горян чи гуцулів .

## Техніка
Крігер спочатку використовував техніку коллодію, яку він замінив на бромо-желатинову після середини 1980-х років. Однак волога колодійна пластина не зникла повністю з майстерні Крігера і використовувалася навіть після 1890 року в репродукційній фотографії  .

## Сім'я
У шлюбі з Ханєю (Анною), уродженою Тібергерс, мав 5 дітей. Двоє старших: Натан (1844–1903) і Амалія (1846–1928) також були фотографами і керували бізнесом разом зі своїм батьком, продовживши бізнес після його смерті. Вони були членами Товариства любителів історії та пам’яток Кракова, яке використовувало фотографії зі студії Кріґера, наприклад у « Краківському Річнику ».

## Збірки
Після смерті Натана Амалія забрала ательє і керувала ним до 1926 р. 28 лютого 1926 р., згідно із заповітом Ігнація та Натани, вона передала пластини та всю майстерню комуні міста Кракова. Спочатку колекція була передана в управління Промисловому музею, потім до Бібліотеки Промислового музею та Бібліотеки Академії мистецтв.З 1967 року спадщина Крігера зберігається в Історичному музеї міста Кракова . Вона складається з близько 9000 пластин із фотографіями Ігнація, Натана та Амалії  . 

## Вшанування пам'яті
Рішенням від 17 травня 2017 року Краківська міська рада присвоїла ім’я Ігнація Крігера вулиці в районі II Гжегужек, що сполучає вул. Франческо Нулло з Цистерціанською вулицею  .

## Виноски
1. ↑  Datę 1820 podaje np. Polski Słownik Biograficzny, s. 30, oraz Teresa Kwiatkowska, Andrzej Malik, Zespół negatywów szklanych z zakładu fotograficznego rodziny Kriegerów w posiadaniu Muzeum Historycznego miasta Krakowa, „Krzysztofory” 1984, nr 11, s. 51. Rok 1817 podaje: Eugeniusz Duda, Ignacy Krieger [w:] Krakowianie. Wybitni Żydzi krakowscy XIV-XX w., s. 148.
2. ↑  Eugeniusz Duda, Ignacy Krieger [w:] Krakowianie. Wybitni Żydzi krakowscy XIV-XX w., Kraków 2006, s. 148.
3. ↑  Katarzyna Kudłacz, Noty o fotografach i zakładach fotograficznych [w:] Katarzyna Kudłacz, Marta Miskowiec, Katalog winiet krakowskich zakładów fotograficznych, Kraków 2008, s. 325.
4. ↑  Teresa Kwiatkowska, Andrzej Malik, Zespół negatywów szklanych z zakładu fotograficznego rodziny Kriegerów w posiadaniu Muzeum Historycznego miasta Krakowa, „Krzysztofory” 1984, nr 11, s. 56.
5. ↑  E. Duda, Ignacy Krieger [w:] Krakowianie. Wybitni Żydzi krakowscy XIV-XX w., Kraków 2006, s. 150.
6. ↑  Uchwała nr LXXII/1743/17 Rady Miasta Krakowa z dnia 17 maja 2017 roku w sprawie nazwy ulicy – Dziennik Urzędowy Województwa Małopolskiego (PDF). Архів оригіналу (PDF) за 20 березня 2023. Процитовано 20 березня 2023. [Архівовано 2023-03-20 у Wayback Machine.]

## Зовнішні посилання
- Фотографії Ігнація Крігера в бібліотеці Polona
- Веб-сайт, присвячений Ігнацію Крігеру
- Фотогалерея Крігера